# Tarajoshangyaformák

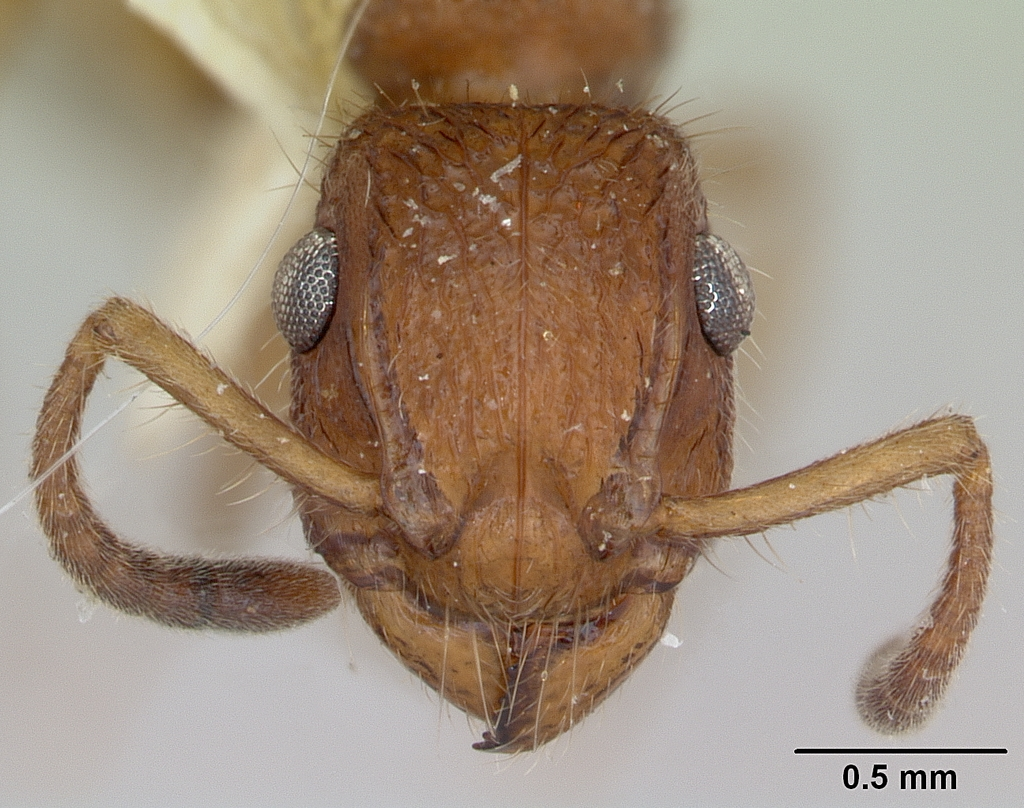
Acanthoponera minor feje

A tarajoshangyaformák (Heteroponerinae) a hártyásszárnyúak (Hymenoptera) fullánkosdarázs-alkatúak (Apocrita) alrendjébe sorolt hangyák (Formicidae) családjának egyik kis, az ezredforduló után kijelölt alcsaládja összesen három nemmel.

## Származásuk, elterjedésük
A fajok többsége a trópusokon él; Magyarországon egy faj se honos. Viszonylag ismertebbnek egy faj tekinthető, a közönséges tarajoshangya (Heteroponera carinifrons, Mayr, 1887).